# Терри, Тодд
Тодд Терри (англ. Todd Terry; 18 апреля 1967, Бруклин, Нью-Йорк, США) — американский диджей, музыкант, продюсер и создатель ремиксов.

## Карьера
Тодд Терри больше, чем кто-либо другой причастен к развитию хауса в музыкальной культуре Нью-Йорка. Он органично перемешивал хаус-семплы со звуками классического диско, добавляя хип-хопа. Большинство ранних записей Терри, созданных им в конце 1980-х, являются важной вехой в развитии музыки в стиле прогрессив и дип-хаус. Он является и создателем двух самых удачных и известных ремиксов хаус-эпохи — «I’ll House You» Jungle Brothers" и «Missing» Everything But The Girl.
На счету Тодда Терри покорение хит-парадов по обе стороны Атлантики. Двум его трекам «Something Goin' On» и «Keep on Jumpin» удалось возглавить национальный хит-парад Великобритании и американский чарт клубной/танцевальной музыки журнала Billboard. В обеих записях вокальные партии исполнены Джоселин Браун (англ. Jocelyn Brown) и Мартой Уош (англ. Martha Wash). Голос известной фристайл-дивы Шэннон (англ. Shannon) можно услышать в ещё одном хите Терри «It’s Over Love», записанном в 1997 году. Ну а самым первым треком Терри, ставшим по-настоящему популярным, стал сингл «Alright Alright».
В 1999-м году Тодд Терри выпускает диск Resolutions, записанный в авангардной для того времени драм-н-бейс стилистике.
Он работает со звёздами первой величины, делая ремиксы на их композиции. В этом списке — Майкл Джексон, Бьорк, Rolling Stones, Jamiroquai, Джордж Майкл, Кайли Миноуг, Дэвид Боуи, Duran Duran, Cardigans, Daft Punk, Шакира, ATB, Moloko.
Тодд Терри использует множество псевдонимов — Swan Lake, Orange Lemon, Royal House, Black Riot, CLS, Masters at Work (хотя это название им было отдано его приятелям диджеям Kenny «Dope» Gonzalez & «Little» Louie Vega в 1990-м году), Dredd Stock, House of Gypsies, Limelife, Hard House, Tyme Forse и the Gypsymen. Сингл «Hear the Music», выпущенный Терри под именем Gypsymen, занял первую строчку в национальном чарте танцевальной и клубной музыки журнала Billboard.
Среди своих поклонников Todd Terry известен также под именами Todd the God, God Terry, Todd Godrry, Godd Gerry или просто God (Бог). Для многих он является живой иконой в мире танцевальной музыки.
Тодд Терри один из самых высокооплачиваемых диджеев. Обычно он выступает, играя на четырёх вертушках, в основном свои композиции.

## Дискография

### Альбомы
- Дискография Тодда Терри на Discogs.com

### Ремиксы
- Anita Doth — Universe
- Annie Lennox -Little Bird
- Bizarre Inc. — I’m Gonna Get You
- Björk — Hyperballad
- The Cardigans — Love Fool
- Duran Duran — Electric Barbarella
- Everything But The Girl — Drivin
- Everything But The Girl — Missing
- Everything But The Girl — Wrong
- Garbage — Stupid Girl
- Kylie Minogue — Breathe
- Michael Jackson — Stranger in Moscow
- Martha Wash — Runaround
- Meredith Brooks — Bitch
- Playgroup featuring kc Flightt — Front 2 Back
- The Rolling Stones — Saint of Me
- Snap! — Rhythm Is a Dancer
- They Might Be Giants — S-E-X-X-Y
- Ultra Naté — Joy
- Yazoo — Don’t Go
- Yes — Owner of a Lonely Heart
- 10,000 Maniacs — More than This
- Natalia Lesz — Arabesque